# Катешал-є-Паїн
Катешал-є-Паїн (перс. كتشال پائين) — село в Ірані, у дегестані Лайл, у Центральному бахші, шагрестані Ляхіджан остану Ґілян. За даними перепису 2006 року, його населення становило 166 осіб, що проживали у складі 50 сімей.